# Emma Hauck

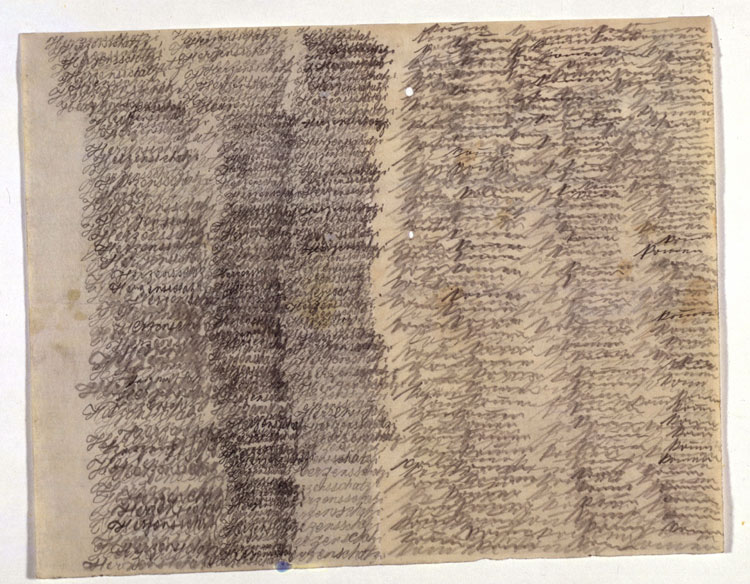
List Emmy Hauck do męża (1909), kolekcja Prinzhorna

Emma Hauck (ur. 1878 w Ellwangen, zm. 1920 w Wiesloch) – pacjentka zakładu dla psychicznie chorych w Heidelbergu, znana z powodu jej listów, obecnie stanowiących część kolekcji Hansa Prinzhorna dzieł sztuki chorych psychicznie. 
Emma Hauck trafiła po raz pierwszy do Kliniki Psychiatrycznej w Heidelbergu (Psychiatrische Klinik Heidelberg) 7 lutego 1909 roku, w wieku 30 lat. Była żoną Michaela Haucka, nauczyciela w szkole realnej w Mannheim, i matką dwójki dzieci, w wieku dwóch i czterech lat. Po miesiącu została wypisana do domu, jednak z powodu pogorszenia jej stanu przyjęto ją po raz kolejny 15 maja, i pozostała tam do 26 sierpnia. Uznana za nieuleczalnie chorą („unheilbar”) została przekazana do Zakładu Leczniczo-opiekuńczego w Wiesloch (Heil- und Pflegeanstalt Wiesloch). Tam pozostała przez prawie jedenaście lat, do końca swojego życia. Zmarła w 1920 roku.
W aktach w klinice w Heidelbergu zachowała się informacja, że pacjentka wciąż pyta o męża i chce do niego pisać. Emma Hauck od maja do sierpnia, podczas drugiego pobytu w Heidelbergu, napisała do męża listy, które nie zostały jednak wysłane. Zapisane ołówkiem listy składają się z dziesiątków powtórzeń zwrotu „Herzensschatzi komm” („kochanie, przyjdź”) lub tylko „komm komm komm” („przyjdź przyjdź przyjdź”). Wielokrotnie nadpisywane słowa są prawie nieczytelne, tworzą regularne kolumny.
W 2000 roku na podstawie historii Emmy Hauck brytyjscy twórcy animacji, bracia Quay, stworzyli krótkometrażową animację In Absentia. Quayowie zapoznali się z jej listami na wystawie w London's Hayward Gallery Beyond Reason (1996/1997). Muzykę do filmu napisał Karlheinz Stockhausen, dzieło dedykowane jest "E. H.". Michael Brooke uznał In Absentia za jedno z najbardziej przekonujących przedstawień choroby psychicznej w filmie.